# سرزمین زیر پرواز

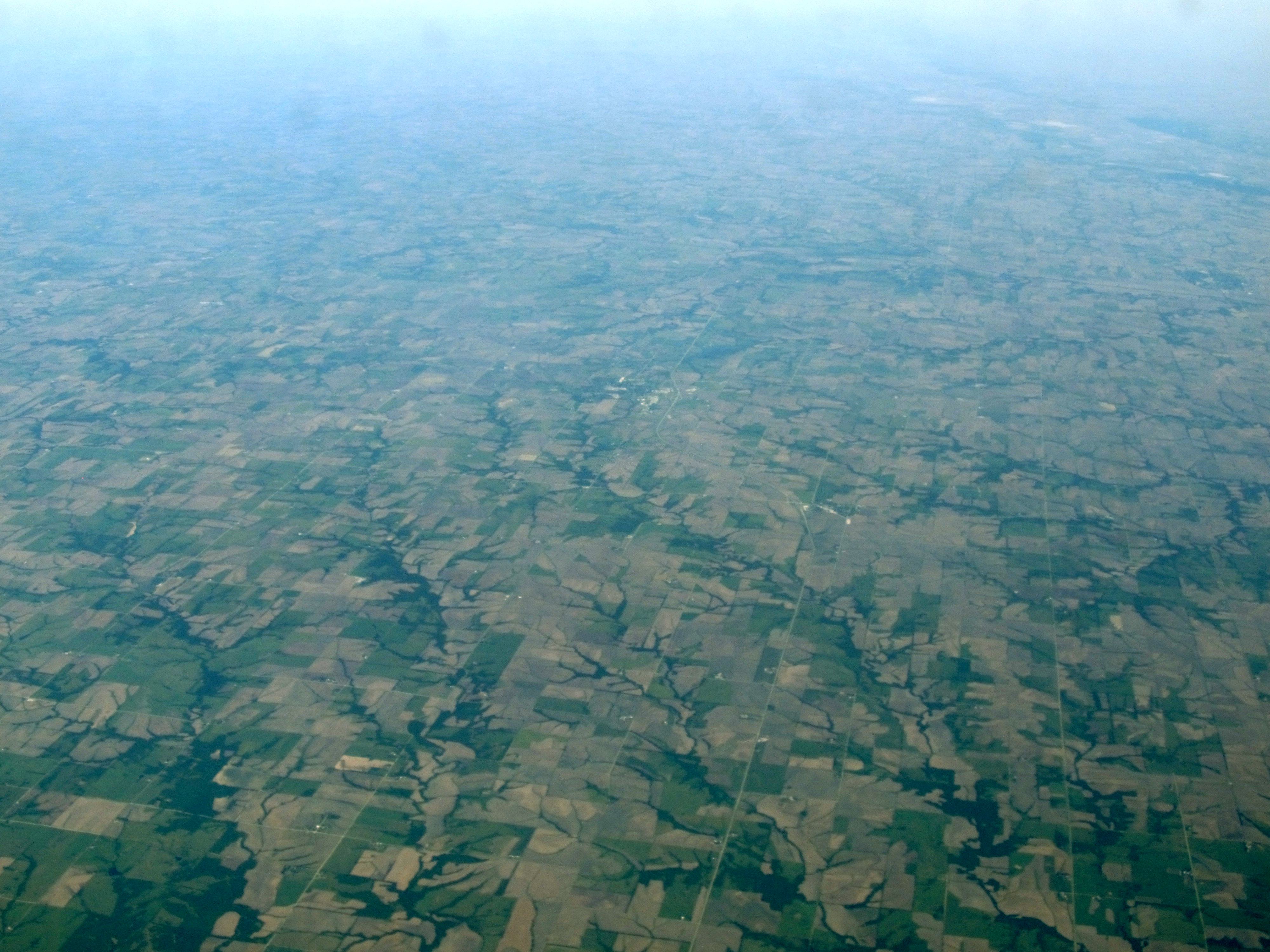
نمای هوایی کانزاس، از ایالات در مرکز سرزمین زیر پرواز

سرزمین زیر پرواز یا فلایوور (انگلیسی: Flyover country) عبارتی انگلیسی آمریکایی در توصیف بخش‌هایی از ایالات متحده آمریکا بین سواحل شرقی و غربی است. این الفاظ گاهی به طور تحقیرآمیز، ولی بیشتر به طور تدافعی، در اشاره به مناطق داخلی کشور به کار می‌رود که پروازهای بین این دو ساحل، به خصوص از مراکز پرجمعیت در شمال شرق و جنوب کالیفرنیا از رویشان رد می‌شوند. نتیجتاً منظور از «سرزمین زیر پرواز» بخشی از کشور است که برخی آمریکاییان آن را تنها از بالا می‌بینند و هرگز آن را در سطح زمین شخصاً نمی‌بینند.